# Fandrup
Fandrup is een plaats in de Deense regio Noord-Jutland, gemeente Vesthimmerland. De plaats telt 212 inwoners (2008).